# Impozitare diferențiată
Impozitul diferențiat definește un sistem progresiv de taxare a veniturilor personale prin care cota de impozitare crește odată cu măsura valorii impozabile de bază. 
Conceptul a fost lansat în ideea că trebuie să existe o diferențiere între distribuția pe venituri și pe cheltuieli. În cazul în care rata de impozitare medie este mai mică decât cea marginală, această cotă crește progresiv, de la mic la mare. Ea poate fi aplicată pe taxe individuale sau într-un sistem general de impozitare pentru un an, mai mulți sau chiar pe viață.
Principalul scop al impozitului diferențiat este acela de a reduce pe cât posibil incidența taxelor pe care le suportă cetățenii cu venituri mici sau foarte mici și transferarea acestora asupra celor pe care nu îi afectează în același mod negativ, cei cu venituri peste medie.
Termenul este folosit în contextul impozitării pe venituri personale, atunci când implică impozitare diferențiată în funcție de mărimea veniturilor. De asemenea, poate fi aplicat în cazul ajustării bazei de impozitare prin scutirea de la plata taxelor, a creditelor fiscale sau a impozitării selective.

## Praguri de impozitare
Conceptul pe baza căruia s-a construit cota diferențiată implică impozitarea progresivă a veniturilor, în funcție de anumite praguri. Acest lucru înseamnă că veniturile obținute se încadrează între anumite puncte diferențiatoare și sunt impozitate la un anumit nivel.

## Istoric
Ideologia taxei diferențiate, cunoscută sub titulatura de „taxă progresivă”, a beneficiat de susținere din partea unor nume mari din economie și politologie, cum sunt Adam Smith sau Karl Marx. 
De asemenea, în Declarația Drepturilor Omului și ale Cetățeanului elaborată la 26 august 1789 se regăsește ideea conform căreia o contribuție comună este esențială pentru menținerea administrației publice și a echilibrului social. Aceasta va fi raportată în mod echitabil fiecărui cetățean, în funcție de veniturile fiecăruia.
Mai târziu, ideea impozitului progresiv a apărut în programul politic al Manifestului Partidului Comunist din 1848 (punctul 10, paragraful 2) și s-a materializat ca una dintre măsurile de tranziție către comunism. În a doua jumătate a secolului XIX a început să se aplice și în SUA, ulterior răspândindu-se în statele vest-europene. 

## Argumente pro
- Impozitarea diferențiată reprezintă o soluție pentru guvernele cu probleme în bugetare, întrucât, prin ea, se eficientizează numărul de taxe care pot fi colectate, odată cu scăderea nemulțumirilor sociale.

- Conform teoriei economice denumită Teoria predispoziției marginale spre consum, odată ce veniturile cresc, oamenii tind să nu mai consume atât de mult, drept urmare predispoziția spre consum încetează să crească sau stagnează. Pentru a stabiliza economia și a obține acel echilibru optim, prosperitatea marginală trebuie să se dezvolte. Astfel, o soluție viabilă este dată de taxarea diferențiată.

- De asemenea, o altă teorie economică demonstrează că oamenii cu venituri mai mari se bucură mai mult de venitul discreționar, drept urmare pot plăti taxe mai mari. În acest sens se argumentează că unei persoane căreia îi este greu să trăiască decent îi va fi mai greu să plătească unele taxe, fără a avea de suferit, în timp ce oamenii care câștigă mult mai mult pot plăti mai multe impozite.

- Impozitarea diferențiată duce la diminuarea inegalităților financiare, ceea ce implică mai multe beneficii sociale. În acest sens, Richard Wilkinson susține că, pe măsură ce societatea este inegalitară, oamenii din clasele mijlocii sau inferioare sunt expuși la un stil de viață precar: sunt mai puțini sănătoși, se implică foarte puțin sau deloc în societate și viață comunitară, sunt predispuși la obezitate și acte de violență domestice.

- Sistemul face viabilă varianta unui TVA diferențiat, mai mic pentru produsele de bază și mai mare pentru produsele de lux. Astfel, persoanele cu venituri mai mici primesc un sprijin în achiziționarea produselor de consum necesare unui trai decent.

- În același timp, impozitarea diferențiată permite un sprijin mai mare pentru cetățenii cu pensii mai mici, deoarece sistemul progresiv reduce presiunea fiscală și, ca atare, astfel de venituri nu mai sunt atât de afectate.

## Argumente contra
- Sistemul progresiv nu se justifică în cazul celor care ar trebui să plătească impozite mari, întrucât aceștia au la dispoziție și mijloace corespunzătoare de eludare. Astfel, impozitarea diferențiată presupune un sistem administrativ financiar diferit și complex prin care se încurajează, inevitabil, birocrația.

- Impozitarea diferențiată duce la eliminarea investițiilor de capital în favoarea bunurilor de consum. Aceasta deoarece persoanele cu venituri peste medie se orientează către investițiile de capital, în timp ce persoanele din clasele inferioare, cu venituri foarte mari, se manifestă către bunurile de consum.

- De asemenea, impozitele progresive foarte mari pot încuraja fenomenul de emigrare, din cauza nealinierii la cerințele pieții internaționale. În acest fel, se pot externaliza anumite servicii, pentru ca oamenii să nu mai fie nevoiți să plătească atât de multe taxe și să parcurgă tot procesul birocratic.

- Unele studii pun în lumină faptul că taxarea progresivă nu duce, de fapt, la diminuarea inegalităților financiare[5].

- De asemenea, există argumente aduse de gânditori liberali sau libertarieni (în frunte cu James A. Dorn) care susțin că impozitarea diferențiată încalcă egalitatea în fața legii[6].

## Impozitarea în România
2000-2004 (Guvernarea PSD): în România se implementează impozitarea diferențiată, cu 5 praguri de venit impozabil: 18%, 23%, 28%, 34% si 40%. Veniturile mici sunt neimpozitate. Ulterior, în anul 2010, PSD, partid parlamentar de opozitie, revine cu un plan de redresare economică, bazat pe introducerea impozitării progresive în sistemul românesc de impozitare. 
2004- 2010 (Guvernarea PNL-PD, până în 2006, schema fiind continuată până în prezent și de următoarele guvernari, PNL, PDL-PSD și PDL-UNPR-UDMR): Toate veniturile personale sunt impozitate cu 16%, prin intermediul sistemului cotei unice de impozitare.
În 2025, fostul ministru Adrian Câciu a descris reformele economice ale guvernului Ilie Bolojan drept impozitare regresivă, ironizând faptul că acestea afectează în principal pe cei cu venituri mici și medii, respectiv pe micii antreprenori.